# Banco Nacional de Hungría
El Banco Nacional de Hungría (en húngaro: Magyar Nemzeti Bank, MNB) es el banco central de la República de Hungría. El objetivo principal del banco es mantener la estabilidad de precios. También es responsable de acuñar la moneda nacional el florín, controlar la circulación del efectivo, establecer el tipo de base del Banco Central, publicar los tipos de cambio de moneda y administrar las reservas nacionales de divisa extranjera y oro ante los tipos de cambio. Controla la política monetaria nacional.
El MNB mantiene una objetivo de inflación a medio plazo del 3%. Este es más alto del nivel generalmente aceptado para la estabilidad de precios en Europa, esto es permitido para que Hungría pueda "poner al día" sus precios respecto al resto de Europa.
Cuando se hace referencia a la tasa de interés húngara, a menudo se refiere al MNB Base Rate. Esta Tasa Base actúa como una tasa de política (key policy rate) que determina la dirección monetaria. El consejo monetario determina el nivel del Base Rate. Al cambiar este Base Rate, el banco central de Hungría influye en las tasas de interés, el tipo de cambio del florín húngaro y la dirección económica. Estos cambios también se reflejan en las tasas de interés de los productos de la banca comercial como crédito o préstamos, hipotecas y cuentas de ahorro.
El gobernador del Banco Nacional de Hungría es nombrado por el presidente de la República de Hungría a propuesta del primer ministro por un mandato de 6 años. El grupo de decisión más importante del banco es el Consejo Monetario. El Edificio del Banco está situado en la Calle Hold, en el Inner City de Budapest.
De acuerdo con los Estatutos del Banco Central de Hungría, desde su fundación, "El primer objetivo será la consecución y el mantenimiento de la estabilidad de precios. Así, sin perjuicio para su objetivo primordial, el MNB apoyará la política económica del Gobierno con los instrumentos de política monetaria que se encuentren a su disposición."
Se suponía que Hungría entraría a formar parte de la Eurozona en 2010, y por tanto la cesión al Banco Central Europeo de la mayoría de los poderes del MNB. No obstante, los actores principales del banco han criticado este plan, afirmando que la austeridad fiscal requerida por el BCE deceleraría el crecimiento económico de Hungría.